# ريزدنت إيفل (مسلسل)
ريزدنت إيفل (بالانجليزية: Resident evil) مسلسل ويب لايف اكشن منتظر من نِتفلِكس. أعلن عنه لأول مرة في 27 أغسطس، 2020. المسلسل من إخراج برونوين هيوز، وكتابة اندرو دب، ومن إنتاج الاستوديو الألماني كُنِستَنتين فِلم، الذي يرأسه مارتن موسكوفيتش. المسلسل مبني على اساس لعبة فيديو بنفس الاسم. صدر على نتفليكس في 14 يوليو 2022.

## التاريخ

### الشائعات
في الرابع والعشرين من يناير 2019، نشر موقع دِد لاين تقريرا، بين عن نية نتفلكس العالمية على تطوير عمل اصلي مبني على لعبة الفيديو رزدنت ايفل، وان كُنِستَنتين فِلم الألمانية ستكون استوديو العمل.

### الإعلان الرسمي
في السابع والعشرين من أغسطس 2020، تم تأكيد المسلسل بشكل رسمي عن طريق تغريدة على حساب تنفلكس على تويتر. حوت صورة لنص المسلسل اكدت أسماء المخرج والكاتب، مع بعض التفاصيل عن القصة. أعلن اندرو دب بعدها انضمامه للعمل في بيان رسمي قائلا انه «متحمس ليخبر عن الفصل الجديد من القصة»، مضيفا ان المسلسل سيكون حول الشخصيات القديمة لرزدنت ايفل.

## القصة
قصة المسلسل تاخذ مكانها في خطين زمنيين مختلفين. في الخط الزمني الأول تجري الاحداث في الماضي حول جَيد وبِلي، شقيقتان في الرابعة عشر من عمرهما تجبران على الذهاب إلى رَكوّن سِتي الجديدة. لكن بعد قضاءهما فترة من الزمن في المدينة الصناعية، تعلم البنتان أن المدينة ليست كما تبدو وان والدهما قد اخفى اسرار مظلمة عنهما. يأتي الخط الزمني الثاني، والذي تقع احداثه بعد أكثر من عقد في المستقبل، حيث يتحول أكثر من 6 بليون شخص وغيرهم من الحيوانات بفعل فيروس-T إلى وحوش ضارية ومع بقاء اقل من 15 مليون بشري، تناضل جَيد، التي اصبحَت في الثلاثين الآن من اجل حياتها، لكن اسرار الماضي واسرار والدها واختها ما تزال تلاحقها.

## الإنتاج
في يناير 2019 ، أُعلن أن نتفليكس كانت في طور التخطيط لإنتاج مسلسل مبني على سلسلة العاب ريزدانت ايفل.

## روابط خارجية
ريزدنت ايفل على موقع IMDb (الإنجليزية)
- ريزدنت ايفل على موقع ميتاكريتيك (الإنجليزية)
- ريزدنت ايفل على موقع روتن توميتوز (الإنجليزية)
- ريزدنت ايفل على موقع نتفليكس (الإنجليزية)
- ريزدنت ايفل على موقع فيلمافينيتي (الإسبانية)
- ريزدنت ايفل على موقع كينوبويسك (الروسية)
- ريزدنت ايفل على موقع ألو سيني (الفرنسية)
- ريزدنت ايفل على موقع قاعدة بيانات الفيلم (الإنجليزية)